# Emilie Haspels
Caroline Henriette Emilie Haspels (Diepenveen, 15 september 1894 – Capelle aan den IJssel, 25 december 1980) was een Nederlandse klassieke archeologe en pionier in de Anatolische archeologie.

## Leven en werk
Haspels was de dochter van George Frans Haspels (1864-1916), predikant en schrijver, en Constantia Charlotte Kleyn van Brandes (1867-1930). In 1901 verhuisde het gezin naar Kralingen, vanwaar Emilie naar het Marnix Gymnasium in Rotterdam ging (1906-1912). Na haar eindexamen studeerde ze klassieke talen met als bijvakken archeologie en oude geschiedenis aan de Universiteit van Amsterdam (1913-1923). In 1923 werd Haspels lerares klassieke talen aan het Christelijk Lyceum in Zutphen.
Van 1924 tot 1926 bezocht ze familie in China, en reisde vervolgens naar Japan en de Verenigde Staten. Na terugkeer werkte ze tussen 1926-1928 als lerares klassieke talen aan een meisjeslyceum in Utrecht. In 1928 besloot zij verder te gaan in de archeologie en begon ze met een reisbeurs van het Philologisch Studiefonds en eigen spaargeld aan een proefschrift over perspectivische verkorting in de Griekse vaasschilderkunst. Ze bezocht daarvoor diverse archeologische collecties in Europa. In Oxford, toen het belangrijkste centrum voor onderzoek naar Griekse keramiek, volgde ze colleges bij Sir John Beazley, de grondlegger van de studie van Griekse vaasschilderkunst. Ze koos Attische zwart-figurige lekythen (olieflessen) als onderwerp van haar onderzoek.
Tussen 1929-1937 verbleef Haspels onder meer in Athene waar ze “buitenlands lid” van de Franse Archeologische School was. Ze nam deel aan opgravingen georganiseerd door de Franse, Engelse en Duitse instituten in Athene, o.l.v. Winifred Lamb op Lesbos en Chios, Humfry Payne in Perachora, Ernst Buschor op Samos, Pierre Devambez op Thasos, Walter Heurtley op Ithaka, en Joseph Chamonard op Delos. In 1934 kreeg Haspels de leiding over de Franse opgravingen op Thasos.
In 1935 promoveerde Haspels op een proefschrift getiteld Bijdrage tot de studie van Attisch zwart-figurig. Haar proefschrift werd in een sterk bewerkte en uitgebreide vorm uitgegeven door de École française d’Athènes onder de titel Attic Black-Figured Lekythoi, dat een jaar later werd bekroond met de Prix Ambatiélos en nog altijd als een standaardwerk geldt. Op uitnodiging van het Franse Archeologische Instituut in Istanbul, Turkije gaf Haspels tussen 1937 en 1939 leiding tijdens vijf opgravingscampagnes in Midasstad (Yazılıkaya) in Centraal Turkije. Tijdens de laatste campagne brak de Tweede Wereldoorlog uit en kon Haspels niet terugkeren naar Nederland. Naast een kleine aanstelling als docent aan de Universiteit van Istanbul, werkte ze als bibliothecaresse bij het Amerikaanse Meisjeslyceum en als vertaalster op het ‘war-department’ van het Amerikaanse consulaat in Istanbul. Omdat adequate leermiddelen op het gebied van Griekse keramiek daar ontbraken, schreef ze er een handboek over dat in 1946 door haar studente, Aşkıdil Akarca, vertaald en door de Universiteit van Istanboel uitgegeven werd. Tegelijkertijd werkte Haspels aan de uitwerking van de opgravingsvondsten uit de Midasstad. De resultaten werden gepubliceerd in 1951.
Na de oorlog keerde Haspels terug naar Nederland, en werd in 1946 benoemd op de leerstoel voor klassieke archeologie aan de Universiteit van Amsterdam. Tevens werd zij benoemd tot directeur van het Allard Pierson Museum, toen gevestigd aan de Sarphatistraat. Ook was ze betrokken bij surveys en veldonderzoek in Phrygië (1946-1958). Tussen 1946 en 1958 ondernam Haspels vier expedities naar de Phrygische Hooglanden. Ze documenteerde de rotsmonumenten en andere overblijfselen uit de Phrygische en latere perioden. In 1960 werd ze lid van de Koninklijke Nederlandse Akademie van Wetenschappen. In 1950-51 was ze gastonderzoeker aan het Institute for Advanced Study in Princeton. In 1965 ging Haspels met emeritaat en ontving ze de onderscheiding van Ridder in de Orde van de Nederlandse Leeuw. De resultaten van haar onderzoek in de Phrygische Hooglanden verschenen in 1971 en deze publicatie geldt tot op de dag vandaag als de enige, complete studie van dit gebied.
Emilie Haspels overleed op 25 december 1980 in Capelle aan den IJssel. Ze werd bijgezet in het familiegraf op de hervormde begraafplaats te Hillegersberg.

## Publicaties (selectie)
- C.H. Emilie Haspels, Bijdrage tot de studie van Attisch zwart-figurig, Nijkerk, 1935.
- C.H. Emilie Haspels, Attic Black-Figured Lekythoi, Paris, 1936.
- C.H. Emilie Haspels, Aşkıdil Akarca (vert.), Eski Yunan Boyalı keramiği. Istanbul, 1946.
- C.H. Emilie Haspels, La cité de Midas. Céramique et trouvailles diverses. Phrygie: exploration archéologique - tome III (4 vols.), Paris, 1951-1952.
- C.H. Emilie Haspels, The Highlands of Phrygia. Sites and Monuments. 2 vols. Princeton, New Jersey, 1971.
- C.H. Emilie Haspels, I am the Last of the Travelers: Midas City Excavations and Surveys in the Highlands of Phrygia, ed. by D. Berndt with contributions by H. Çambel, Istanbul, 2012.
- C.H. Emilie Haspels, 'Het binnenland van "Klein-Azië" en het verloop van zijn contact met het bovenmenselijke', Mededelingen Koninklijke Nederlandse Akademie van Wetenschappen, Nieuwe Reeks 43 (1980) nr. 4, 79-103.